# Авъл Манлий Вулзон (децемвир)
Вижте пояснителната страница за други значения на Авъл Манлий Вулзон.
Авъл Манлий Вулзон (на латински: Aulus Manlius Vulso) e политик на Римската република. Син е на Авъл Манлий Вулзон (консул 474 пр.н.е.).
През 454 пр.н.е. е изпратен в Атина да учи. През 451 пр.н.е. той е в първия децемвират.